# Emil Menke-Glückert
Emil Menke-Glückert (* 15. Dezember 1878 in Bonn; † 13. Januar 1948 in Dresden) war ein deutscher Historiker, Ministerialbeamter und liberaler Politiker (FVP, DDP, LDP). Er lehrte an der Universität Leipzig und der Technischen Hochschule Dresden.

## Leben
Menke-Glückert bestand 1903 am Realgymnasium in Gotha das Abitur und studierte anschließend Altphilologie, Germanistik, Philosophie und Geschichte in Wien, Berlin und Leipzig. 1906 wurde er mit einer Studie über Goethes Geschichtsphilosophie bei Karl Lamprecht promoviert. 1912 habilitierte er sich mit einer Arbeit über Die Geschichtsschreibung der Reformation und Gegenreformation und war anschließend bis 1911 als Studienrat am Alten Gymnasium in Bremen tätig. Von 1912 bis 1920 war er als Privatdozent an der Universität Leipzig tätig. 1917 wurde er vom sächsischen König zum Wirklichen Geheimen Hofrat berufen und mit der Reform des sächsischen Schulwesens beauftragt. 
Seit 1911 war Menke-Glückert Mitglied der Fortschrittlichen Volkspartei. 1918 saß er im Leipziger Arbeiter- und Soldatenrat. Von 1919 bis 1920 wirkte er als Abgeordneter der Deutschen Demokratischen Partei in der Sächsischen Volkskammer. 
Von 1920 bis 1933 arbeitete Menke-Glückert als Ministerialrat und Referent im sächsischen Volksbildungsministerium und war seit 1924 als Honorarprofessor für Staatswissenschaften an der Technischen Hochschule Dresden beschäftigt. 1934 wurde er aufgrund seiner liberalen Einstellung von den Nationalsozialisten entlassen und mit einem Publikationsverbot belegt. Außerdem wurde gegen ihn ein Disziplinarverfahren wegen der Begünstigung von Juden eröffnet. 1944 stand er in Verbindungen zu Beteiligten des Attentats vom 20. Juli wie dem Leipziger Oberbürgermeister Carl Goerdeler und erlebte deshalb einige Hausdurchsuchungen. 
Nach Ende des Zweiten Weltkriegs gehörte Menke-Glückert zu denen, die in Dresden einen liberalen Neubeginn anstrebten, und war im Juli 1945 Mitgründer der örtlichen „Demokratischen Partei Deutschlands“, die seit Mitte August als sächsischer Landesverband der Liberal-Demokratischen Partei (LDP) fungierte. Von der Gründung bis zum März 1947 war Menke-Glückert Mitglied im geschäftsführenden Landesvorstand der LDP in Sachsen. 1945 wurde er in der Landesverwaltung Sachsens als Ministerialdirektor eingesetzt, wo er die kommissarische Leitung des Amtes für Volksbildung innehatte. Im Anschluss daran war er als Staatssekretär für die Leitung des Amtes für Volksbildung bei der Zentralverwaltung für Wissenschaft, Kunst und Erziehung der Sowjetischen Besatzungszone zuständig.
Menke-Glückerts Sohn Peter war als Ministerialdirektor u. a. Leiter der Abteilung für Umweltangelegenheiten im Bundesinnenministerium.

## Schriften
- Goethes Geschichtsphilosophie, Voigtländer, Leipzig 1907.
- Goethe als Geschichtsphilosoph und die geschichtsphilosophische Bewegung seiner Zeit, Voigtländer, Leipzig 1907.
- Die Geschichtsschreibung der Reformation und Gegenreformation. Bodin und die Begründung der Geschichtsmethodologie durch Bartholomäus Keckermann, Osterwieck 1912, Neudruck Leipzig 1971.
- Die Novemberrevolution 1918, ihre Entstehung und ihre Entwicklung bis zur Nationalversammlung, Klinkhardt, Leipzig 1919.
- (Hrsg.) Paul Boerner: Erinnerungen eines Revolutionärs, 2 Bde., Haberland, Leipzig 1920.
- Zur Neuordnung des Schulwesens in Sachsen, Dresden 1926.
- Goethe in Dresden, Dresden 1936.
- Verein Volkswohl 1888-1938, Dresden 1939.